# Gaudenty (biskup lubuski)
Gaudenty – biskup lubuski żyjący w XII wieku. Wincenty Kadłubek w swojej kronice wymienia go wśród uczestników synodu łęczyckiego w 1180 roku. Jest to zarazem jedyna wiadomość źródłowa o nim. Nie jest znana ani data rozpoczęcia przez niego posługi biskupiej, ani data jego śmierci. Być może do niego odnosi się notatka Gedico episcopus Lubucensis w nekrologu opactwa św. Wincentego we Wrocławiu pod dniem 19 września.